# Tempe (Arizona)
Tempe es una ciudad ubicada en el condado de Maricopa en el estado estadounidense de Arizona. En el censo de 2010 tenía una población de 161 719 habitantes y una densidad poblacional de 1.553,58 personas por km². Antes de la ocupación estadounidense, la ciudad se llamaba Río Salado.

## Geografía
Según la Oficina del Censo de los Estados Unidos, Tempe tiene una superficie total de 104,09 km², de la cual 103,42 km² corresponden a tierra firme y (0.65%) 0.68 km² es agua.

## Economía

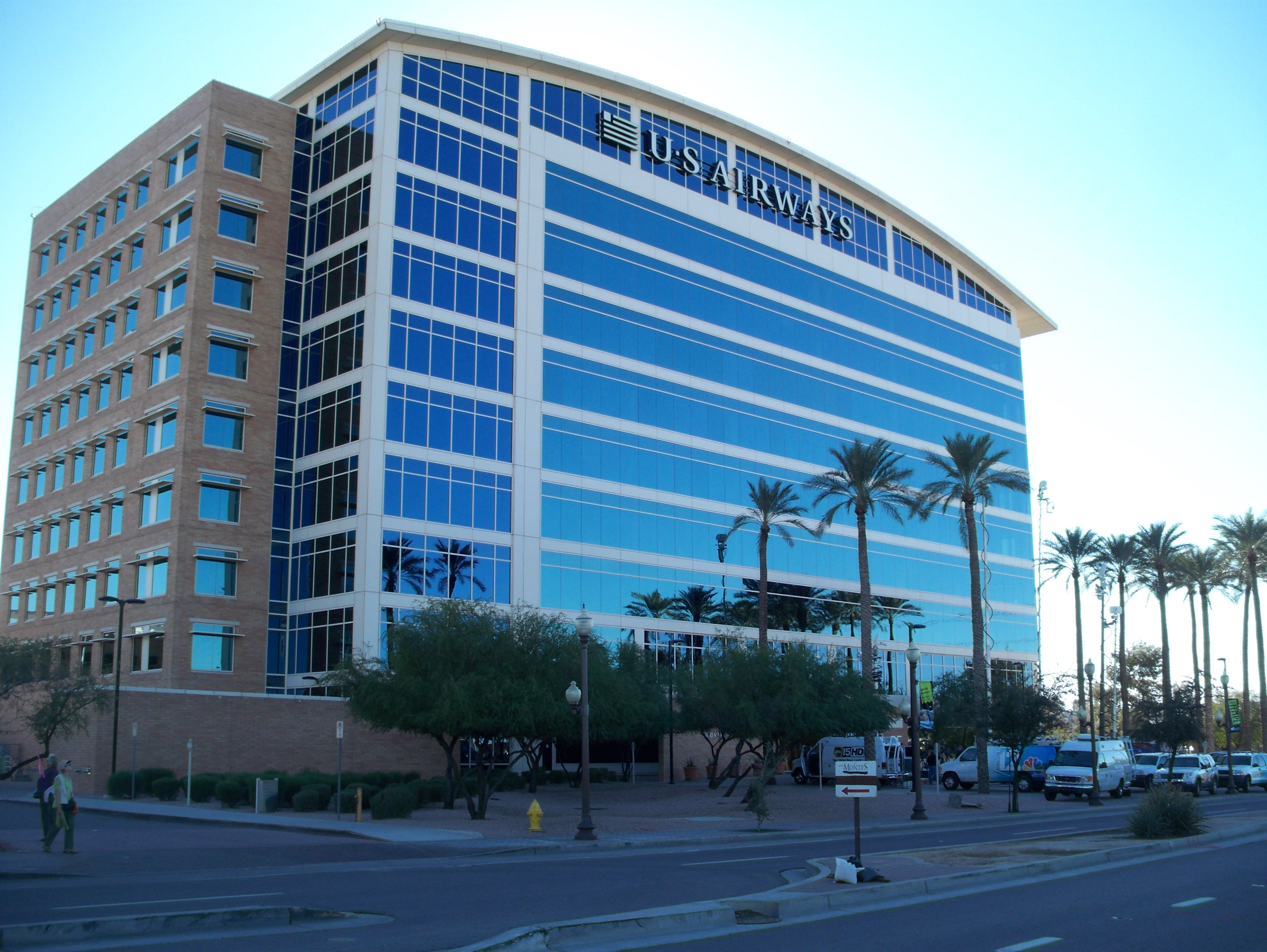
Sede de US Airways

US Airways tiene su sede en Tempe. Anteriormente, America West Airlines tenía su sede en Tempe. Tempe es una Ciudad que tiene muchas atracciones y actividades para mantenerse entretenido, uno de los lugares para visitar es "Tempe Marketplace" lugar de compras o para escuchar música en vivo, así como el "Arizona Mills Mall" con restaurantes y atracciones como el Sea Life Arizona Aquarium.

## Demografía
Según el censo de 2010, había 161.719 personas residiendo en Tempe. La densidad de población era de 1.553,58 hab./km². De los 161.719 habitantes, Tempe estaba compuesto por el 72,63% blancos, el 5,91% eran afroamericanos, el 2,89% eran amerindios, el 5,7% eran asiáticos, el 0,4% eran isleños del Pacífico, el 8,53% eran de otras razas y el 3,95% pertenecían a dos o más razas. Del total de la población el 21,08% eran hispanos o latinos de cualquier raza.

## Educación
En Tempe está ubicado el campus central de la Universidad Estatal de Arizona.
En la mayoría de Tempestad, el Distrito Escolar de Enseñanza Secundaria de Tempe Union gestiona escuelas preparatorias (high schools).
En una parte de Tempe, el Distrito Escolar Unificado de Scottsdale gestiona escuelas públicas.